# Женская волейбольная Евролига 2025
16-й розыгрыш женской волейбольной Евролиги — международного турнира по волейболу среди женских национальных сборных стран-членов ЕКВ — проходил с 29 мая по 29 июня 2025 года с участием 21 команды (12 — в Золотой лиге, 9 — в Серебряной лиге). В Золотой лиге победила сборная Украины (3-й титул), в Серебряной — сборная Швейцарии.

## Команды-участницы
| Золотая лига                                                                                               | Серебряная лига                                                                                  |
| --- | ------------------------------------------------------------------------------------------------ |
| Азербайджан Венгрия Греция Испания Португалия Румыния Словакия Словения Украина Хорватия Черногория Швеция | Австрия Грузия Израиль Исландия Латвия Люксембург Северная Македония Фарерские острова Швейцария |

## Система розыгрыша
Соревнования проводились в двух дивизионах — Золотой и Серебряной лигах. На предварительном этапе 12 команд Золотой лиги играли по туровой системе. В каждом туре (всего их было 3) команды делились на тройки и проводили в них однокруговые турниры. Все результаты шли в общий зачёт. Каждая из команд на предварительном этапе провела по 6 матчей. В финальный этап, проводившийся в формате «финала четырёх» (два полуфинала и два финала — за 3-е и 1-е места), вышли хозяин (Швеция) и ещё три команды по итогам предварительной стадии.
По подобной системе играли и 9 команд Серебряной лиги, за исключением финального этапа, который состоял из двухматчевой серии с участием двух команд.   
Первичным критерием при распределении мест на предварительном этапе являлось общее количество побед. При равенстве этого показателя в расчёт брались соотношение партий, мячей, результаты личных встреч. За победы со счётом 3:0 и 3:1 команды получали по 3 очка, за победы 3:2 — по 2 очка, за поражения 2:3 — по 1 очку, за поражения 0:3 и 1:3 очки не начислялись. Победителем финала Серебряной лиги выходит команда, одержавшая две победы. В случае равенства побед победителем становится команда, набравшая большее количество очков, система начисления которых аналогична применяемой на предварительной стадии. Если и этот показатель является равным, то регламентом предусмотрен «золотой» сет до 15 набранных очков одной из команд (при этом разница в очках должна быть не менее двух).

## Золотая лига

### Предварительный этап

#### Календарь
1-й тур. 29 мая—1 июня 
| Группа 1 Подгорица         | Группа 2 Баку                | Группа 3 Козани          | Группа 4 Эребру           |
| -------------------------- | ---------------------------- | ------------------------ | ------------------------- |
| Черногория Украина Испания | Азербайджан Словения Венгрия | Греция Словакия Хорватия | Швеция Румыния Португалия |

2-й тур. 6—8 июня 
| Группа 5 Вила-ду-Конди      | Группа 6 Блаж          | Группа 7 Аликанте       | Группа 8 Братислава             |
| --------------------------- | ---------------------- | ----------------------- | ------------------------------- |
| Португалия Украина Словения | Румыния Греция Венгрия | Испания Швеция Хорватия | Словакия Азербайджан Черногория |

3-й тур. 13—15 июня 
| Группа 9 Капошвар           | Группа 10 Задар          | Группа 11 Веленье        | Группа 12 Радом*      |
| --------------------------- | ------------------------ | ------------------------ | --------------------- |
| Азербайджан Австрия Эстония | Испания Румыния Хорватия | Словакия Словения Швеция | Украина Бельгия Чехия |

* — из-за продолжающейся российско-украинской войны турнир в группе 12, организованный Украиной, проводился на нейтральной территории.

#### Турнирная таблица
| М  | Команда     | И | В | П | С/П   | С/М     | О  |
| -- | ----------- | - | - | - | ----- | ------- | -- |
| 1  | Румыния     | 6 | 5 | 1 | 17:4  | 516:405 | 16 |
| 2  | Украина     | 6 | 5 | 1 | 15:6  | 502:409 | 15 |
| 3  | Швеция*     | 6 | 5 | 1 | 15:6  | 486:443 | 14 |
| 4  | Венгрия     | 6 | 5 | 1 | 15:9  | 529:526 | 13 |
| 5  | Словения    | 6 | 4 | 2 | 13:9  | 500:471 | 11 |
| 6  | Словакия    | 6 | 3 | 3 | 9:10  | 403:397 | 9  |
| 7  | Греция      | 6 | 2 | 4 | 12:13 | 582:552 | 8  |
| 8  | Хорватия    | 6 | 2 | 4 | 10:14 | 509:536 | 7  |
| 9  | Испания     | 6 | 2 | 4 | 9:13  | 486:505 | 6  |
| 10 | Португалия  | 6 | 2 | 4 | 9:14  | 492:546 | 6  |
| 11 | Черногория  | 6 | 1 | 5 | 6:16  | 429:552 | 3  |
| 12 | Азербайджан | 6 | 0 | 6 | 2:18  | 363:485 | 0  |

* — организатор финального этапа.

#### 1-й тур
30 мая—1 июня

##### Группа 1
Подгорица
30 мая. Испания — Черногория 3:0 (25:20, 25:16, 25:17).
31 мая. Украина — Испания 3:1 (25:16, 20:25, 25:16, 25:15).
1 июня. Украина — Черногория 3:1 (25:20, 21:25, 25:18, 25:12).

##### Группа 2
Баку
30 мая. Венгрия — Азербайджан 3:0 (25:13, 25:22, 25:20).
31 мая. Словения — Венгрия 3:0 (25:17, 25:14, 25:17).
1 июня. Словения — Азербайджан 3:0 (25:16, 25:19, 25:23).

##### Группа 3
Козани
30 мая. Хорватия — Греция 3:1 (23:25, 25:19, 25:23, 25:21).
31 мая. Словакия — Хорватия 3:1 (25:22, 21:25, 25:20, 25:17).
1 июня. Греция — Словакия 3:0 (25:20, 25:21, 25:19).

##### Группа 4
Эребру
29 мая. Швеция — Португалия 3:1 (23:25, 25:20, 26:24, 25:19).
30 мая. Румыния — Португалия 3:0 (25:17, 25:17, 25:10).
31 мая. Румыния — Швеция 3:0 (25:18, 25:17, 25:18).

#### 2-й тур
6—8 июня

##### Группа 5
Вила-ду-Конди
6 июня. Украина — Португалия 3:1 (25:13, 25:20, 23:25, 25:18).
7 июня. Украина — Словения 3:0 (25:23, 25:16, 25:22).
8 июня. Португалия — Словения 3:1 (25:21, 24:26, 26:24, 25:19).

##### Группа 6
Блаж
6 июня. Венгрия — Румыния 3:2 (21:25, 23:25, 25:21, 25:21, 20:18).
7 июня. Венгрия — Греция 3:2 (25:23, 10:25, 25:23, 18:25, 18:16).
8 июня. Румыния — Греция 3:1 (26:28, 25:22, 26:24, 29:27).

##### Группа 7
Аликанте
6 июня. Испания — Хорватия 3:1 (20:25, 25:19, 25:21, 25:17).
7 июня. Швеция — Хорватия 3:2 (25:23, 23:25, 25:17, 17:25, 15:9).
8 июня. Швеция — Испания 3:0 (25:23, 25:21, 28:26).

##### Группа 8
Братислава
6 июня. Словакия — Азербайджан 3:0 (25:20, 25:12, 25:20).
7 июня. Черногория — Азербайджан 3:1 (25:18, 16:25, 25:19, 25:18).
8 июня. Словакия — Черногория 3:0 (25:16, 25:7, 25:13).

#### 3-й тур
13—15 июня

##### Группа 9
Капошвар
13 июня. Венгрия — Черногория 3:1 (25:20, 23:25, 25:23, 25:20).
15 июня. Португалия — Черногория 3:1 (23:25, 25:18, 25:21, 25:22).
16 июня. Венгрия — Португалия 3:1 (25:20, 25:18, 23:25, 25:23).

##### Группа 10
Задар
13 июня. Хорватия — Азербайджан 3:1 (19:25, 25:15, 25:17, 25:20).
15 июня. Румыния — Азербайджан 3:0 (25:14, 25:10, 25:17).
16 июня. Румыния — Хорватия 3:0 (25:18, 25:15, 25:19).

##### Группа 11
Веленье
13 июня. Словения — Греция 3:2 (25:23, 20:25, 25:19, 20:25, 15:11).
15 июня. Греция — Испания 3:1 (25:16, 28:30, 25:19, 25:22).
16 июня. Словения — Испания 3:1 (19:25, 25:22, 25:18, 25:22).

##### Группа 12
Радом
13 июня. Швеция — Украина 3:0 (25:20, 26:24, 25:19).
15 июня. Швеция — Словакия 3:0 (25:21, 25:13, 25:14).
16 июня. Украина — Словакия 3:0 (25:12, 25:21, 25:16).

#### Итоги
По итогам предварительного этапа в «финал четырёх» вышли 4 лучшие команды — Румыния, Украина, Швеция, Венгрия, из которых Швеция уже имела пропуск в финальный этап в качестве хозяина решающей стадии розыгрыша. 

### Финал четырёх
28—29 июня 2025.  Энгельхольм. «Катена Арена». 
Участники:
 Швеция
 Румыния
 Украина
 Венгрия

#### Полуфинал
28 июня
 Венгрия —  Румыния
3:2 (10:25, 25:22, 25:12, 16:25, 15:9).
 Украина —  Швеция
3:0 (25:19, 25:20, 25:18).

#### Матч за 3-е место
29 июня
 Румыния —  Швеция
3:2 (17:25, 25:20, 21:25, 26:24, 15:13).

#### Финал
| 29 июня 2025 | \| Украина \| 3:1 cev.eu \| Венгрия \| \| Александра Миленко (13) Ульяна Котар (13) Анна Артышук (19) Юлия Дымарь (13) Диана Мелюшкина (13) Дарья Шаргородская (5) Кристина Немцева (либеро) Валерия Нудьга \| Голы \| Река Седмак (2) Ализ Кумп (3) Анетт Немет (29) Грета Кишш (11) Фанни Фекете (5) Бригитта Петренко (4) Фружина Тот (либеро) Петра Кертес (либеро) Зора Глембоцки (8) Анна Салаи Панна-Кристина Раткаи Нора Кишш \| | Энгельхольм Catena Arena 1600 зрителей |
| Счёт по партиям — 25:16, 23:25, 25:16, 25:17. Время матча — 1 час 58 минут. Судьи: Мацей Твардовский, Александер Сиканич.                                         | | |
| Украина | 3:1 cev.eu | Венгрия |
| Александра Миленко (13) Ульяна Котар (13) Анна Артышук (19) Юлия Дымарь (13) Диана Мелюшкина (13) Дарья Шаргородская (5) Кристина Немцева (либеро) Валерия Нудьга | Голы | Река Седмак (2) Ализ Кумп (3) Анетт Немет (29) Грета Кишш (11) Фанни Фекете (5) Бригитта Петренко (4) Фружина Тот (либеро) Петра Кертес (либеро) Зора Глембоцки (8) Анна Салаи Панна-Кристина Раткаи Нора Кишш |

### Итоги

#### Положение команд
| Украина         |
| Венгрия         |
| Румыния         |
| 4. Швеция       |
| 5. Словения     |
| 6. Словакия     |
| 7. Греция       |
| 8. Хорватия     |
| 9. Испания      |
| 10. Португалия  |
| 11. Черногория  |
| 12. Азербайджан |

#### Призёры
Украина: Александра Миленко, Диана Мелюшкина, Алика Луценко, Кристина Немцева, Полина Герасимчук, Станислава Парфёнова, Валерия Нудьга, Юлия Дымарь, Дарья Шаргородская, Анастасия Маевская, Анна Артышук, Андриана Павлик, Анастасия Крайдуба, Ульяна Котар. Главный тренер — Якуб Глушак.
  Венгрия: Ализ Кумп, Фружина Тот, Зора Глембоцки, Фанни Фекете, Панна-Кристина Раткаи, Река Седмак, Нора Кишш, Анетт Немет, Грета Кишш, Бригитта Петренко, Анна Салаи, Лука Раднаи, Петра Кертес, Александра Ласлоп. Главный тренер — Алессандро Кьяппини.
  Румыния: Диана-Андрея Аритон, Диана-Теодора Вереш, Родика Бутерез, Михаэла-Роксана Откупару, Раиса-Лаура Йоан, Бьянка-Мария Грама, Ярина-Луана Аксинте, Сорина Миклэуш, Минка-Андрея Кристя, Аделина Будай-Унгуряну, Дениса-Стефания Келута, Беатриче-Рамона Ростя, Флорина-Габриэла Балае, Тара-Анамария Кристя, Главный тренер — Гильермо Наранхо Эрнандес.

#### MVP
Лучшим игроком (MVP) «финала четырёх» признана связующая сборной Украины Дарья Шаргородская.

## Серебряная лига

### Предварительный этап

#### Календарь
1-й тур. 30 мая—1 июня
| Группа 1 Коупавогюр     | Группа 2 Струмица                       | Группа 3 Елгава                  |
| ----------------------- | --------------------------------------- | -------------------------------- |
| Исландия Австрия Грузия | Северная Македония Швейцария Люксембург | Латвия Израиль Фарерские острова |

2-й тур. 6—8 июня
| Группа 4 Сандур                              | Группа 5 Тбилиси         | Группа 6 Шёненверд         |
| -------------------------------------------- | ------------------------ | -------------------------- |
| Фарерские острова Австрия Северная Македония | Грузия Латвия Люксембург | Швейцария Израиль Исландия |

3-й тур. 13—18 июня
| Группа 7 Люксембург                   | Группа 8 Струмица*                | Группа 9 Амштеттен       |
| ------------------------------------- | --------------------------------- | ------------------------ |
| Люксембург Фарерские острова Исландия | Израиль Грузия Северная Македония | Австрия Швейцария Латвия |

* — из-за продолжающейся войны в секторе Газа турнир в группе 8, организованный Израилем, проводился на нейтральной территории..

#### Турнирная таблица
| М | Команда            | И | В | П | С/П   | С/М     | О  |
| - | ------------------ | - | - | - | ----- | ------- | -- |
| 1 | Швейцария          | 6 | 6 | 0 | 18:0  | 453:281 | 18 |
| 2 | Латвия             | 6 | 4 | 2 | 14:8  | 502:432 | 13 |
| 3 | Австрия            | 6 | 4 | 2 | 14:8  | 495:415 | 12 |
| 4 | Израиль            | 6 | 4 | 2 | 12:8  | 440:392 | 11 |
| 5 | Грузия             | 6 | 3 | 3 | 12:14 | 555:584 | 8  |
| 6 | Исландия           | 6 | 3 | 3 | 9:13  | 439:485 | 7  |
| 7 | Северная Македония | 6 | 2 | 4 | 9:12  | 402:447 | 7  |
| 8 | Люксембург         | 6 | 1 | 5 | 7:15  | 411:501 | 5  |
| 9 | Фарерские острова  | 6 | 0 | 6 | 1:18  | 318:478 | 0  |

#### 1-й тур
30 мая—1 июня

##### Группа 1
Коупавогюр
30 мая. Исландия — Грузия 3:2 (19:25, 25:13, 25:23, 26:28, 16:14).
31 мая. Грузия — Австрия 3:2 (28:26, 25:23, 13:25, 25:27, 15:13).
1 июня. Австрия — Исландия 3:0 (25:16, 25:15, 25:17).

##### Группа 2
Струмица
30 мая. Северная Македония — Люксембург 3:0 (25:16, 25:19, 25:14).
31 мая. Швейцария — Люксембург 3:0 (25:11, 25:13, 25:14).
1 июня. Швейцария — Северная Македония 3:0 (25:7, 25:16, 25:6).

##### Группа 3
Елгава
30 мая. Латвия — Фарерские острова 3:1 (25:11, 28:30, 25:17, 25:15).
31 мая. Израиль — Фарерские острова 3:0 (25:14, 25:19, 25:14).
1 июня. Латвия — Израиль 3:0 (25:17, 25:19, 25:13).

#### 2-й тур
6—8 июня

##### Группа 4
Сандур
6 июня. Северная Македония — Фарерские острова 3:0 (25:11, 25:21, 25:16).
7 июня. Австрия — Северная Македония 3:0 (25:12, 25:12, 25:20).
8 июня. Австрия — Фарерские острова 3:0 (25:13, 25:9, 25:22).

##### Группа 5
Тбилиси
6 июня. Грузия — Люксембург 3:2 (21:25, 31:29, 25:15, 22:25, 15:8).
7 июня. Латвия — Люксембург 3:0 (25:17, 25:17, 25:11).
8 июня. Латвия — Грузия 3:1 (16:25, 25:23, 25:21, 25:18).

##### Группа 6
Шёненверд
6 июня. Швейцария — Исландия 3:0 (25:10, 25:14, 25:16).
7 июня. Израиль — Исландия 3:0 (25:20, 25:18, 25:16).
8 июня. Швейцария — Израиль 3:0 (25:18, 28:26, 25:17).

#### 3-й тур
13—15 июня

##### Группа 7
Люксембург
13 июня. Исландия — Люксембург 3:2 (25:22, 21:25, 24:26, 25:15, 16:14).
14 июня. Исландия — Фарерские острова 3:0 (25:19, 25:18, 25:18).
15 июня. Люксембург — Фарерские острова 3:0 (25:20, 25:11, 25:20).

##### Группа 8
Струмица
13 июня. Израиль — Северная Македония 3:2 (25:14, 18:25, 22:25, 25:14, 15:10).
14 июня. Грузия — Северная Македония 3:1 (20:25, 25:21, 25:23, 25:22).
15 июня. Израиль — Грузия 3:0 (25:14, 25:18, 25:18).

##### Группа 9
Амштеттен
13 июня. Австрия — Латвия 3:2 (25:16, 25:23, 19:25, 19:25, 15:9).
14 июня. Швейцария — Латвия 3:0 (25:19, 25:18, 25:23).
15 июня. Швейцария — Австрия 3:0 (25:19, 25:16, 25:18).

#### Итоги
По итогам предварительного этапа в финал вышли две лучшие команды — Швейцария и Латвия.

### Финал

#### 1-й матч
26 июня.  Рига.
 Латвия —  Швейцария
3:2 (25:17, 21:25, 32:30, 22:25, 15:8).

#### 2-й матч
29 июня.  Шёненверд.
 Швейцария —  Латвия
3:0 (25:20, 25:20, 25:19).

### Итоги

#### Положение команд
| (13). Швейцария            |
| (14). Латвия               |
| (15). Австрия              |
| 4 (16). Израиль            |
| 5 (17). Грузия             |
| 6 (18). Исландия           |
| 7 (19). Северная Македония |
| 8 (20). Люксембург         |
| 9 (21). Фарерские острова  |

В скобках — места в общей классификации розыгрыша Евролиги-2025.

#### Призёры
Швейцария: Кими Каппатте, Аликс де Микели, Мадлена Маттер, Мелин Пьерре, Самира Зульзер, Сарина Виланд, Кьяра Петита, Лаура Кюнцлер, Табеа Айхлер, Фабианна Моттис, Юли Ленгвайлер, Магдалена Кнойбюхлер, Синди Мико, Фиона Медер, Миа Люти, Главный тренер — Лорен Бертолаччи.  
  Латвия: Элина Звайзгне, Ласма Озола, Катрина Струка, Марта Левинска, Мегия Грундмане, Эльвита Долотова, Кристина Крамена, Паула Нечипорука, Анна Рита, Ания Юрджа, Юнора Вагеле, Эльза Рекнере, Кармена Струка, Шарлоте Шлитере, Синдия Боже. Главный тренер — Даниэле Каприотти.
  Австрия: Николь Хольцингер, Кармен Рааб, Даниэла Кац, Срна Вардян, Аида Мехич, Яна Гартнер, Мари-Кристин Брюкнер, Юлия Труннер, Виктория Дайзль, Лина Хинтереггер, Кора Шаберль, Анна Оберхаузер, Анамария Галич, Нина Несимович, Эва Штабентайнер, Линда Пайшль. Тренер — Роланд Шваб.

#### MVP
Лучшим игроком (MVP) финальной серии признана нападающая-доигровщица сборной Швейцарии Юли Ленгвайлер.